# إلميرا هوسينوفا
إلميرا هوسينوفا (بالأذرية: Elmira Mehralı qızı Hüseynova)‏ (من مواليد 12 فبراير 1933 - والمٌتوفاة في 23 يناير 1995) هي نحاتة أذربيجانية ورسامة بورتريهات اقامت العديد من المعارض في مواقع مختلفة في جميع أنحاء العالم وتم تكريمها كفنانة شرفية لأذربيجان.

## حياتها المُبكرة
وُلدت إلميرا هوسينوفا ابنة ميهرالا في 12 فبراير 1933 في باكو بجمهورية أذربيجان الاشتراكية السوفيتية. أرادت هوسينوفا منذ سن مبكرة أن تصبح فنانة. التحقت إلميرا بكلية الفنون عظيم أزيماد، وتخرجت في عام 1954، ثم واصلت تعليمها في معهد إيليا ريبين سانت بطرسبورغ الأكاديمي للرسم والنحت والعمارة (الأكاديمية الإمبراطورية للفنون)، وتخرجت في عام 1960.

## حياتها المهنية
بدأت هوسينوفا بإقامة المعارض في عام 1957 في كل من أذربيجان وفي مختلف جمهوريات الاتحاد السوفيتي، والتي تركز أساسًا على الرموز الثقافية - الشخصيات الأدبية، والعلماء، وأبطال الحرب والعاملين العاديين. بالنسبة للنحت، عملت إلميرا في مجموعة متنوعة من المواد بما في ذلك البرونز والسيراميك وراتنجات الإيبوكسي والرخام والجص والصخر والخشب. عملت إلميرا مع أنواع مختلفة من الخشب والمواد لإنتاج الصور الأكثر جاذبية لرعاياها. تزوجت إلميرا من طغرل ناريمان بك وأنجب الزوجان ابنة، أسمر ناريمانبيكوف التي سُميت على اسم شقيق أمها، والتي أصبحت فيما بعد فنانة فخرية أيضًا.
تشتهر هوسينوفا بأعمالها النحتية الضخمة على المعالم الأثرية وأصالتها في تكوينها. تشمل أكثر أعمالها شهرةً:
- العاملة في المزرعة The Farm Collective Girl (1957)
- Worker العاملة (1958)
- العائلة Family (1960)
- الأم Mother (1970).

قامت بإعداد منحوتات لمقابر جعفر جبارلي (1968) ورسول رضا (1970)، بالإضافة إلى نقش بارز من ليف لانداو ونصب تذكاري لحسن بك Zardabi (1983) ، والمنصوب في المدينة القديمة باكو عند مدخل دار نشر موسوعة أذربيجان. أنشأت اثنتين من المعالم الأثرية في ألمانيا وفي عام 1967 تم الاعتراف بها كفنانة فخرية لأذربيجان. تتضمن أعمالها الأخرى المشهورة تمثال ديمتري مندلييف على رواق المكتبة الوطنية الأذربيجانية في باكو، ونصب تذكاري لجعفر جبار في سومقاييت (1966) وطلاء على قماش في ميلي ميجلز بالجمعية الوطنية عبى بناء يضم صورة نظامي الكنجوي. اشتهرت إلميرا بالتصوير بالإضافة إلى فن النحت، وتشمل تصويراتها الأكثر شهرة: بورتريه ساتار بهلولزاد، وبورتريه لرسول رزا، وصورة لطالب، وصورة طغرل بك.

## وفاتها وتراثها
تُوفيت هوسينوفا يوم 23 يناير 1995 في باكو بعد مرض طويل تركت هوسينوفا العديد من الأعمال في مجموعات دائمة معروضة في متحف الفن الوطني في أذربيجان والمعارض الفنية الحكومية الأذربيجانية وبعض المجموعات الخاصة. وفي عام 2012، أُقيم معرض لأعمالها تخليدًا لذكراها في معرض باكو.

### الاقتباسات
1. 1 2 3  Колосов 2017.
2. 1 2 3  Məsimli 2014.
3. 1 2 3 4  Бабаева 2012.
4. ↑  Исаева 2009.
5. ↑  Микеладзе 2011.
6. ↑  Yeni Avaz 2017.

### السيرة الذاتية
- Бабаева (Babayeva), Д. (J.) (14 مارس 2012). "В Баку открылась выставка, посвященная памяти Эльмиры Гусейновой: "Моя мать рано ушла из жизни" (фотосессия)" [Exhibition devoted to the memory of Elmira Huseynova opens in Baku: "My mother died early" (photo session)] (بالروسية). Baku, Azerbaijan: وكالة ترند للأنباء. Archived from the original on 16 أبريل 2012. Retrieved 12 أبريل 2017. {{استشهاد بخبر}}: استعمال الخط المائل أو الغليظ غير مسموح: |ناشر= (help)
- Исаева (Isayeva), Диана (Diana) (3 سبتمبر 2009). "Большая трагедия знать, что нас сменит необразованное поколение—Асмер Нариманбекова" [It's a great tragedy to know that we will be replaced by an uneducated generation—Asmer Narimanbekova] (بالروسية). Baku, Azerbaijan: News-Azerbaijan. Archived from the original on 2 سبتمبر 2013. Retrieved 12 أبريل 2017. {{استشهاد بخبر}}: استعمال الخط المائل أو الغليظ غير مسموح: |ناشر= (help)
- Колосов (Kolosov), Дмитрий (Dmitry) (2017). "Гусейнова Эльмира Мехрали Кызы" [Huseynova Elmira, Mehrali daughter]. Art.ru (بالروسية). St. Petersburg, Russia. Archived from the original on 11 أبريل 2017. Retrieved 12 أبريل 2017.
- Məsimli, Elmira (25 أبريل 2014). "O, dan ulduz kimi parladı..." [She shone like the stars...]. Mədəniyyət (بالأذرية). Baku, Azerbaijan: Ministry of Culture and Tourism. Archived from the original on 11 أبريل 2017. Retrieved 12 أبريل 2017.
- Микеладзе (Mikeladze), Галина (Galina) (29 يونيو 2011). "Асмер Нариманбекова. Свой путь наследницы–Очерк" [Asmer Narimanbekova: her path of legacy–Essay] (بالروسية). Baku, Azerbaijan: 1News. Archived from the original on 12 فبراير 2017. Retrieved 12 أبريل 2017. {{استشهاد بخبر}}: استعمال الخط المائل أو الغليظ غير مسموح: |ناشر= (help)
- "İncə Sənət: Bir heykəltəraş barədə..." [Fine Art: On a sculptor ...] (بالأذرية). Baku, Azerbaijan: Yeni Avaz. 13 فبراير 2017. Archived from the original on 11 أبريل 2017. Retrieved 12 أبريل 2017. {{استشهاد بخبر}}: استعمال الخط المائل أو الغليظ غير مسموح: |ناشر= (help)